# Parabola della lampada

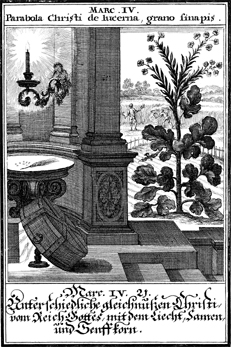
Un'illustrazione della parabola, assieme alla parabola del seme che germoglia da solo che segue nel vangelo di Marco, cap. 4.

La parabola della lampada (detta anche parabola della lampada sotto il recipiente o più genericamente parabola della luce), è una delle parabole di Gesù. Essa appare nel vangelo di Matteo (Mt 5,14-15), nel vangelo di Marco (Mc, 4,21-25) e nel vangelo di Luca (Lc 8,16–18). In Matteo, la parabola è la continuazione del discorso sul sale e sulla luce.

## La parabola
(Lc 8,16-18, CEI)
Nel vangelo di Matteo, Gesù dice:
(Matteo 5,15-16, CEI)
Nel vangelo di Marco, Gesù dice:
(Marco 4,21-22, CEI)

## Interpretazione
L'idea chiave della parabola è che "la luce debba essere rivelata, non celata." La luce è qui vista come un riferimento a Gesù, o al suo messaggio, o alla risposta dei credenti al suo messaggio.
Gesù cita un proverbio pessimistico su come il ricco rubi al ricco e il povero perda anche quel poco che ha. Successivamente denuncerà con la successiva parabola nel vangelo di Marco, alludendo al Libro di Gioele (Gioele 3,13) assicurando che il giudizio di Dio sui poteri regnanti è una speranza rivoluzionaria per tutti coloro che si trovano rassegnati a pensare che nulla possa mutare.

## Proverbio
La parabola è alla base del proverbio inglese "to hide one's light under a bushel" (nascondere la propria luce sotto un moggio), dove la parola "bushel" indica il moggio utilizzato per le granaglie.